# Университет Токай
Университет Токай (яп. 東海大学 то:кай дайгаку) — частный японский университет с центральным кампусом в Токио, основанный в 1942 году.

## История
Университет Токай был основан доктором Сигэоси Мацумаэ в 1942 году. Он открыл Авиационный научный колледж, как прообраз Токайского университета в Сидзуоке в 1943 году. Университет Токай был аккредитован в рамках старой образовательной системы Японии в 1946 году и переаттестован в новой системе образования в 1950 году. В 2008 году Токайский университет, Университет Кюсю Токай и Университет Хоккайдо Токай были объединены и реорганизованы в Токайский университет.
Университетская система Токай является одним из крупнейших общеобразовательных и исследовательских организаций в Японии. Сегодня Токайский университет состоит из восьми кампусов в Саппоро (Хоккайдо), Таканава (Токио), Ёёги (Токио), Сёнан (Канагава), Исехара (Канагава), Симидзу (Сидзуока), Кумамото (Кумамото) и Асо (Кумамото) в которые входят более 20 высших высших школ и факультетов.
Аспирантура предлагает слушателям более 20 курсов различных направлений науки. Общая численность учащихся составляет около 30 000 человек, в том числе 700 иностранных студентов.
1 ноября 2017 года университет Токай отметил своё 75 летний юбилей.

## Система бакалавриата
- Высшая школа гуманитарных наук (цивилизация, азиатская цивилизация, европейская цивилизация, американская цивилизация, исследования Севера, история, японская литература, писательское творчество, английский язык, исследования СМИ, психологические и социологические исследования)
- Высшая школа политических и экономических наук (политическая наука, экономика, управление бизнесом)
- Высшая юридическая школа
- Высшая школа гуманитарных наук и культуры (развитие человека, искусства, международное обучение)
- Высшая школа физического воспитания (физическая культура, комбинированные виды спорта, дзюдо и кендо, физический отдых, спорт и отдых)
- Высшая школа точных наук (математика, математические науки, физика, химия)
- Высшая школа информатики и технологий (человеческая и информационная наука, прикладная компьютерная инженерия)
- Высшая инженерная школа (прикладная биохимия, прикладная химия, технология оптики и визуализации, атомная техника, электрическая и электронная техника, материаловедение, архитектура и строительство, гражданское строительство, прецизионная инженерия, машиностроение, первичное инженерное проектирование, аэронавтика и космонавтика, биомедицинская инженерия)
- Высшая школа туризма
- Школа информационных и телекоммуникационных технологий (информационно-информационные технологии, встроенная технология, инженерные системы управления, связь и сетевая инженерия)
- Школа морской науки и техники (морские цивилизации, экологические и социальные вопросы, морская наука и наука о Земле, рыболовство, прикладная биологическая наука, морская биология, океаническая инженерия, морское гражданское строительство, морские минеральные ресурсы, морская наука, навигация)
- Высшая школа медицины
- Школа медицинских наук (уход за больными, социальная работа)
- Школа изучения бизнеса (управление бизнесом)
- Школа делового администрирования (управление бизнесом, управление туризмом)
- Школа промышленной инженерии (экологические науки, электроника и интеллектуальные системы)
- Школа промышленной и благоустроительной техники (технология производства, информационная инженерия, архитектура и гражданское строительство)
- Высшая школа сельского хозяйства
- Школа международных культурных отношений
- Школа биологической науки и техники
- Школа биологической инженерии

## Филиалы университета за пределами Японии
- Европейский центр университета Токай (Дания, создан в 1970 году)
- Венский центр университета Токай (Австрия, создан в 1984 году)
- Тихоокеанский центр университета Токай (Гавайи, создан в 1992 году)
- Азиатский центр университета Токай (Таиланд, создан в 2003 году)
- Сеульский центр университета Токай (Южная Корея, создан в 2005 году)
- Российский центр университета Токай (Владивосток)

## Медицинское образование
Университетские клиники, входящие в систему медицинского научно-практического обучения Университета Токай:
- Центральная университетская клиника (включающая Центр неотложной медицинской помощи)
- Университетская клиника Оисо
- Университетская клиника Токио
- Университетская клиника Хатиодзи

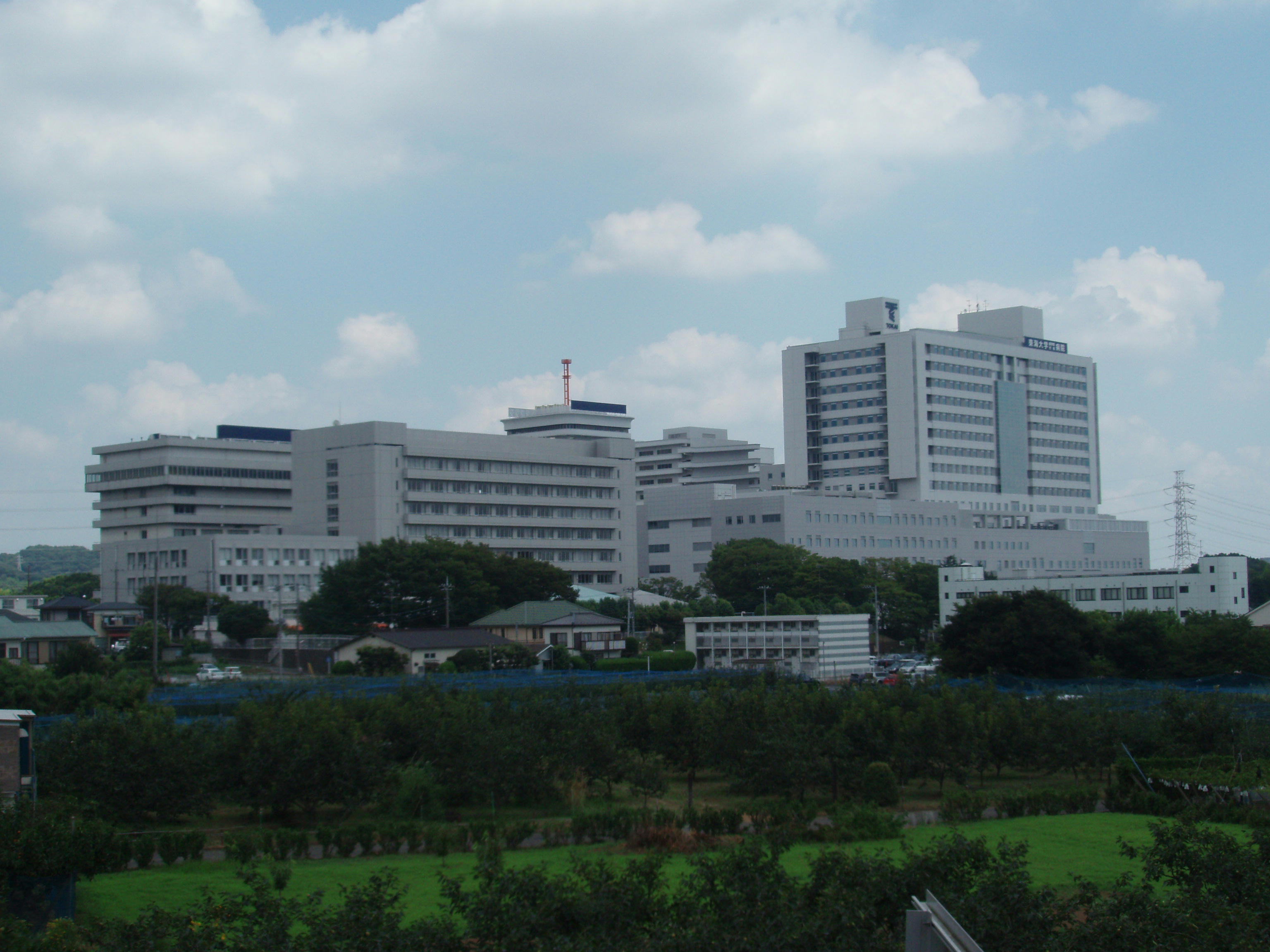
Центральная университетская клиника
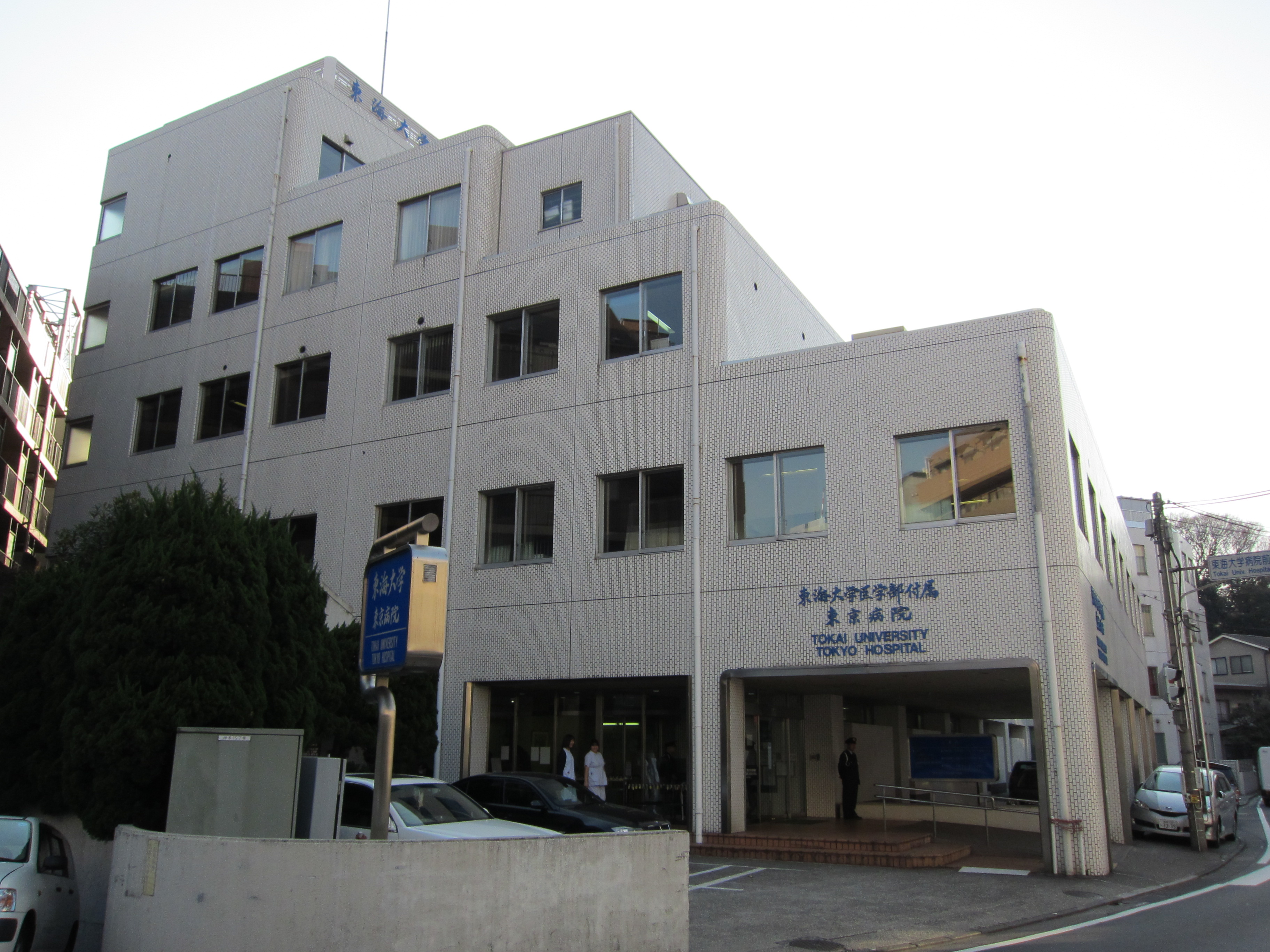
Университетская клиника в Токио
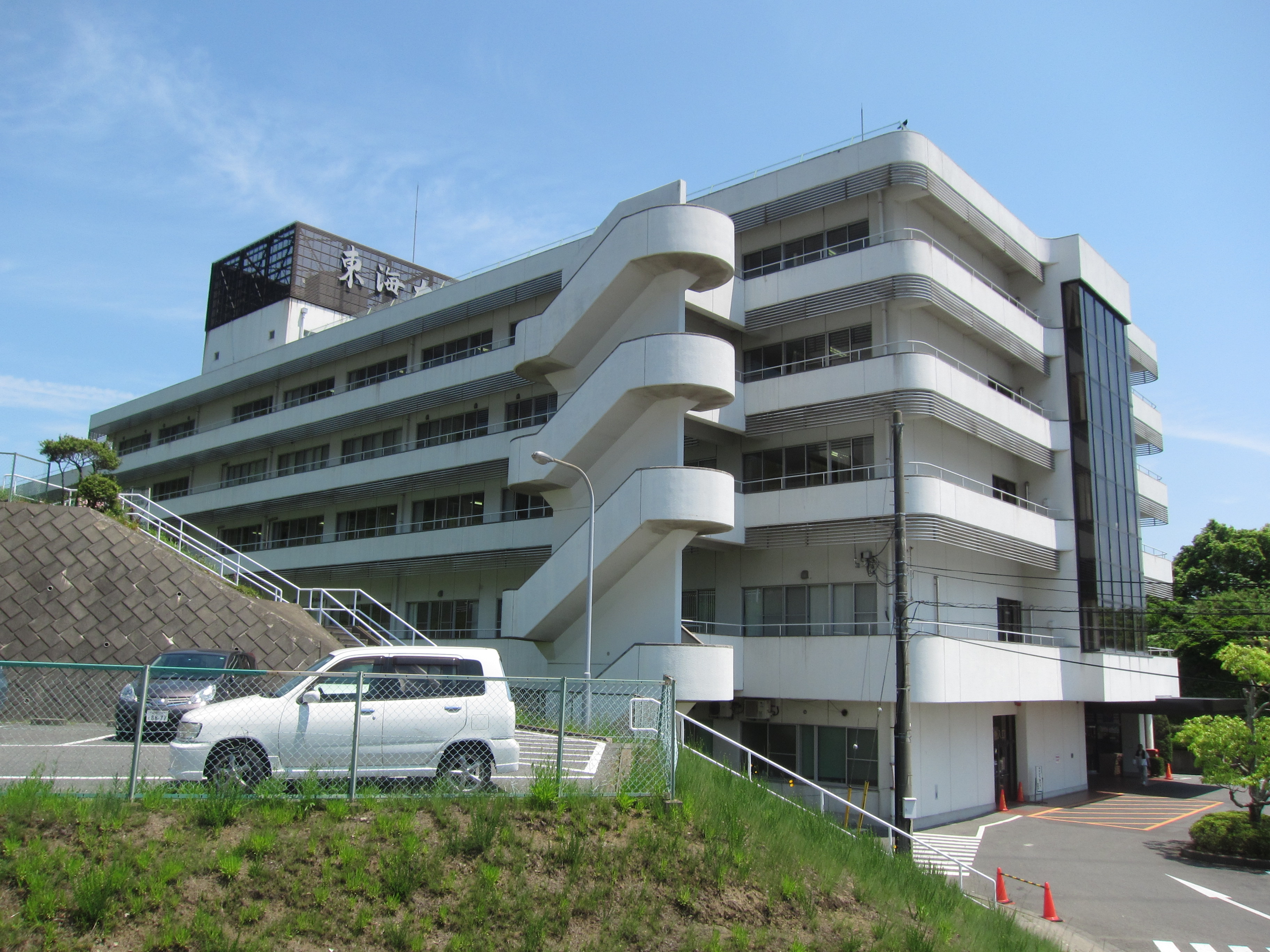
Университетская клиника в Оисо
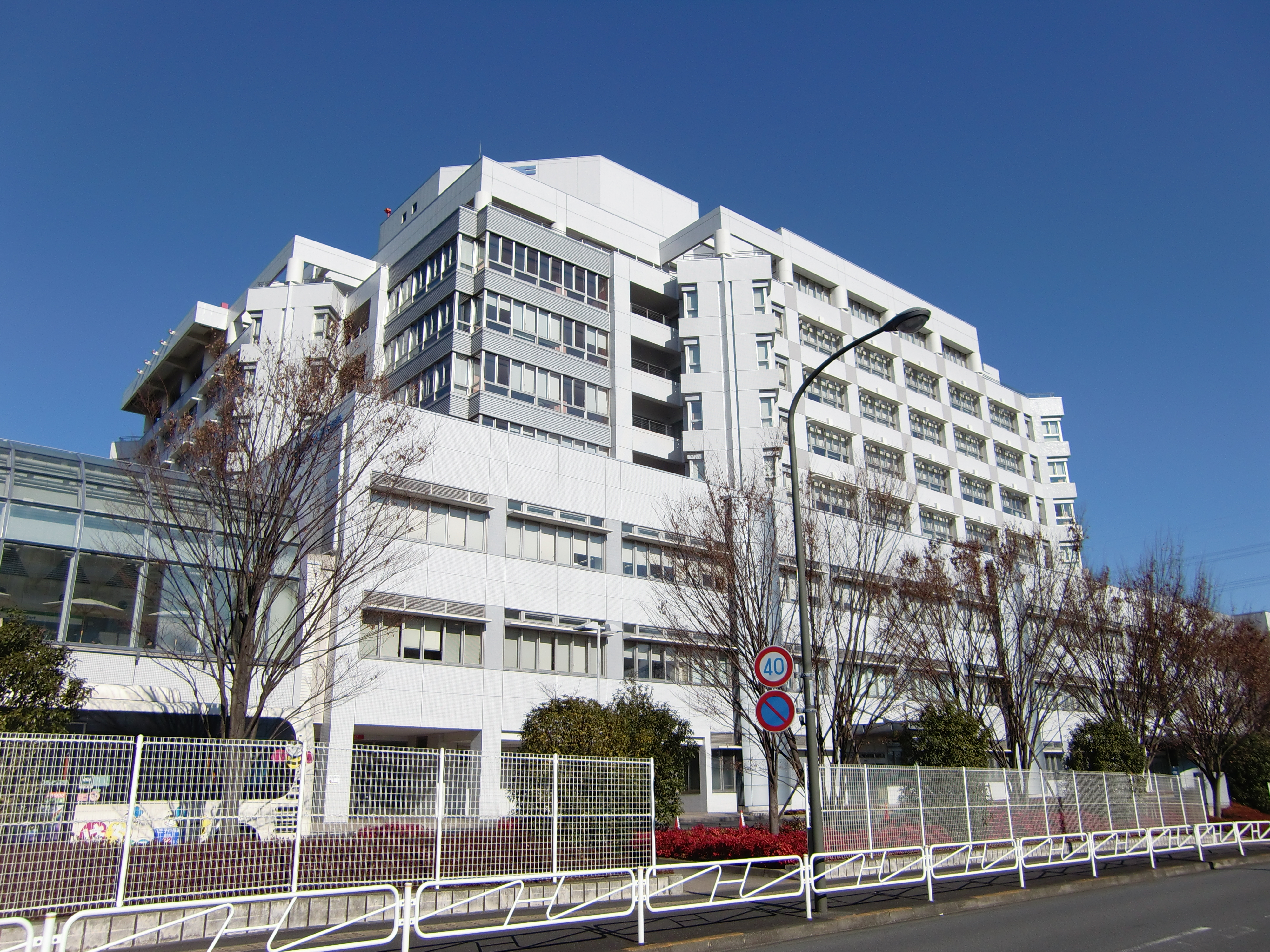
Университетская клиника в Хатиодзи

## Университет Хоккайдо-Токай
Университет Хоккайдо-Токай (яп. 北海道東海大学 хоккайдо то:кай дайгаку) — филиал университета Токай на Хоккайдо.
Университет Хоккайдо-Токай был основан в 1977 году. Основные направления образовательных программ — общественные науки, естественные науки, электроника, дизайн и архитектура. Активно сотрудничал с ИСАА МГУ по вопросам обмена студентами.
В 2008 году университет Хоккайдо Токай был объединён с центральным университетом Токай, расположенным в Токио.